# Das deutsch-französische Filmtreffen
Das deutsch-französische Filmtreffen (frz.: Les Rendez-vous franco-allemands du cinéma), kurz auch Das Rendez-vous ist ein deutsch-französisches Branchentreffen, das unter der Schirmherrschaft der deutsch-französischen Filmakademie (frz. l'Académie franco-allemande du cinéma) steht und von  German Films und Unifrance International in enger Absprache mit dem Verein Das deutsch-französische Filmtreffen veranstaltet wird.
Erklärtes Ziel dieser seit dem Jahr 2003 jährlich im Herbst stattfindenden zweitägigen Zusammenkunft von Filmfachleuten (Produzenten, Filmverleiher, Kinobetreiber etc.) und Vertretern der Politik sind der Austausch zu Themen der deutsch-französischen Koproduktion im Filmbereich und die Erleichterung des Filmvertriebes in beiden Ländern. Neben Podiumsdiskussionen zu Themen wie Finanzierung, Koproduktion, Verleih, Kinobetrieb werden im Rahmen des Programms exemplarische Einzelfälle, die Rolle des Fernsehens und die Zusammenarbeit zwischen Film- und Fernsehbranche untersucht.
Hinter dem Branchentreffen steht der gleichnamige Verein, dessen Ziel die Harmonisierung der Produktionsstrukturen für deutsch-französische Koproduktionen sowie die Förderung des Verleihs deutscher bzw. französischer Filme im jeweils anderen Land ist.
Neben dem jährlichen Treffen bietet der Verein seit 2008 Beratung und Unterstützung an für Deutsche und Franzosen, die mit dem jeweils anderen Land kooperieren möchten. Aktuelle Informationen zur deutschen und französischen Filmwirtschaft werden kontinuierlich gesammelt und für alle Interessierten auf der Website des Vereins zusammengestellt.
Präsident des Vereins ist Alfred Hürmer, Vize-Präsidenten sind Hanneke van der Tas und Margaret Ménégoz.